# Aspidiophorus oculatus
Aspidiophorus oculatus is een buikharige uit de familie van de Chaetonotidae. De wetenschappelijke naam van de soort werd voor het eerst geldig gepubliceerd in 2009 door Todaro, Dal Zotto, Maiorova en Adrianov.